# Sofia Dragt
Sofia Dragt (1990) is een Nederlands indie singer-songwriter en componiste van muziek voor films en documentaires.

## Biografie
Dragt groeide op in Wageningen. In 2008 trok ze met de Amerikaanse non-profitorganisatie Up With People door de Verenigde Staten, Mexico en Thailand waar ze samen met zo'n 100 jongeren elke week in een andere stad optrad. In 2013 won ze de Grote Prijs van Nederland in de categorie Singer-songwriter. Haar debuutalbum I See You verscheen in 2014. In 2017 volgde het album Still Here.
In 2018 startte zij samen met producer Evert Z het project Luminar. Hun debuutalbum Go On verscheen op 6 november 2020.
In 2020 componeerde Dragt het nummer Come Home voor een reclamespot van Interpolis. Op 2 oktober dat jaar bracht ze het nummer als single uit. Come Home belandde op #2 in de Reclamemuziek Top 40 Aller Tijden van 2020. In april 2025 verzorgde ze samen met Jeffrey van Rossum de muziek voor de bioscoopfilm Red Flags.

## Productie en stijl
Dragt schrijft muziek in haar thuisstudio. Het schrijven van tekst en het opnemen van de muziek vindt gelijktijdig plaats. Producer Jen Miller vergeleek op Girl Gang Music de sound van Dragts muziek met het werk dat Regina Spektor in de vroege jaren 00 uitbracht.

## Discografie

### Studioalbums
- I See You, 2014
- Still Here, 2017
- ISA, 2022

### Ep's
- Over Rainbows, 2013
- Islands, 2021

### Documentaire- en filmmuziek
- Ze kent me nog, 2014 (korte film)
- Schatkamer van de Veluwe, 2016 (documentaire)
- Wad, Overleven op de grens van water en land, 2018 (documentaire)